# Benigno Montoya Muñoz
Benigno Montoya Muñoz (1865 - 1929) fue un constructor de iglesias, escultor y pintor mexicano; se le considera uno de los más importantes escultores de cantera del norte de México.
Nació en Trancoso, Zacatecas, el 13 de febrero de 1865, pero vivió casi toda su vida en Victoria de Durango. Se formó en la tradición familiar y su obra se extiende principalmente al arte sacro, especialmente a la escultura funerario. En Durango, construyó el templo de Nuestra Señora de los Ángeles, el ciprés de la capilla del Arzobispado, el ciprés principal y la portada oriente de la iglesia de San Agustín, la capilla del seminario, hoy templo de San Martín de Porres; puso las torres de las iglesias de Analco y de nuestra Señora del Refugio y labró la cantería que adorna el Teatro Ricardo Castro. En Mapimí trabaja junto a su padre, Jesús Montoya, en la reconstrucción de la parroquia de Santiago Apóstol; en Valle de Allende, Chihuahua, Jesús, su hijo Benigno y su hermano Matías Montoya construyen el nuevo altar para la parroquia de San Miguel. Según información proporcionada por los descendientes de los canteros Montoya y siguiendo la huella del estilo, Benigno montoya es el autor de la cantería que ornamenta la Quinta Gameros de la ciudad de Chihuahua.    
En el panteón civil de Durango, llamado "Panteón de Oriente", se encuentra el Museo de Arte Funerario "Benigno Montoya Muñoz", que contiene un importante número de sus obras funerarias. El museo es el primero de estas características personales en México.